# Pilea yunquensis
Pilea yunquensis är en nässelväxtart som först beskrevs av Ignatz Urban, och fick sitt nu gällande namn av Nathaniel Lord Britton och Wilson. Pilea yunquensis ingår i släktet pileor, och familjen nässelväxter. Inga underarter finns listade i Catalogue of Life.